# چانیگ آر گال
چانیگ آر گال (متولد ژان ماری گیلام؛ ۵ مه ۱۹۲۲ - آوریل ۲۰۱۲) یک مجری برنامه، سرگرم‌کننده و نویسنده فرانسوی بود که در فرهنگ برتون تخصص داشت و به همراه همسرش شارلز آر گال، پیشگام در پخش برنامه‌های برتون زبان بود.

## زندگی‌نامه
چانیگ آر گال در ۵ مه ۱۹۲۲ در منطقه (ساینت کادو) در سیزون، یک کمون در فینیستر، در خانواده ای کشاورز از شبه جزیره کروزون متولد شد. در سال ۱۹۴۲، او با چارلز آر گال، که در آن زمان به عنوان معلم مدرسه در نزدیکی آرگول کار می‌کرد، ازدواج کرد و صاحب دو فرزند شدند.
او پس از یادگیری خود این زبان در برنامه‌های تلویزیونی به زبان برتون به همسرش پیوست. در سال ۱۹۶۴، او بخشی از برنامه‌های رادیویی برتون رادیو برست شد که اولین در نوع خود بود. در سال ۱۹۷۱، این دو بخشی از اولین برنامه مجله برتون، دفتر رادیو تلویزیون فرانسه تلبرانتیم (اکنون فرانسه ۳ برتر) او ویوا، با چانیگ به عنوان گوینده شدند. او و همسرش بعدها به عنوان پیشگامان برنامه‌های تلویزیونی به زبان برتون شناخته شدند.
او همچنین بازیگر تئاتر برتون زبان بود گروه تئاتر، و او در شعرخوانی به دو زبان برتون و فرانسوی شرکت کرد و در کنار یان-فانش کمنر، اجرا کرد. در سال ۱۹۹۲، او یک کتاب زندگی‌نامه‌ای به نام لاگرید نوشت. فانش بردوگ بعداً گفت که با انجام این کار، او «به کیفیت خوب نوشتن شهادت داده‌است». آثار دیگر عبارتنداز لاگادسون (مجموعه شعر دوزبانه از پر-جاکز هلیاس) و کمک به، یک مجله ادبی برتون. لی تیلیگرامی او را «یکی از اجراکنندگان بزرگ فرهنگ برتون در پنجاه سال گذشته» توصیف کرد.
او و همسرش در سال ۱۹۹۰ نشان آرمین را دریافت کردند او همچنین نشان هنر و ادب دریافت کرد.
در طول زندگی حرفه ای خود، او به سرطان مبتلا بود و پس از انجام عمل جراحی برای درمان در سال ۱۹۶۹ بهبود یافت. او بعداً در چندین جلسات ظاهر شد جلساتی برای بحث در مورد درمان سرطان سینه.
چانیگ آر گال در ۹ آوریل ۲۰۱۲ در برست، فرانسه، بیش از یک سال پس از مرگ همسرش درگذشت. فانش برودیگ به یاد می‌آورد که او «زنی با قلب، زنی اهل بریتنی و زمان خود بود.» مراسم تشییع جنازه او در ۱۳ آوریل با حضور صدها نفر در برست برگزار شد.